# Wilhelm Friedrich Theodor von Burgsdorff
Wilhelm Friedrich Theodor von Burgsdorff (* 23. September 1772 in Ziebingen; † 6. Oktober 1822 in Dresden) war ein deutscher Mäzen.

## Leben
Wilhelm Friedrich Theodor wurde als zweitältester Sohn von Joachim Friedrich Ehrenreich von Burgsdorff († 29. Januar 1822) und Charlotte Albertine, geb. Gräfin Finck von Finckenstein (* 4. September 1749, † 12. März 1826) auf dem Familiensitz der Burgsdorffs in Ziebingen geboren.
Seine Schulausbildung erhielt er erst auf dem Philanthropinum in Dessau und ab 1789 auf dem Friedrichswerderschen Gymnasium in Berlin. Schulkameraden waren damals Ludwig Tieck und Wilhelm Heinrich Wackenroder.
Ab 1791 studierte er Jura an der Universität Halle und später an der Universität Göttingen.
1795 wurde er als Kammerreferendar an der Kriegs- und Domainenkammer in Berlin angestellt.
In Berlin lernte er Rahel Levin kennen und besuchte häufig ihren Salon. Gleich als Caroline von Humboldt den Salon zum ersten Mal besuchte, verliebte sich Burgsdorff in sie.
Ab November 1796 lebte er zusammen mit den Humboldts in Jena.
Im Sommer 1797 gingen sie dann gemeinsam auf Europa-Reise, die zunächst über Dresden nach Wien führte und dann auf getrenntem Weg bis nach Paris.
Anfang 1798 kam Burgsdorff zusammen mit Christian Friedrich Tieck in Paris an und schlug sein Quartier zunächst bei den Humboldts auf.
Im September 1798 begann er alleine eine mehrmonatige Reise nach Spanien und Portugal.
Als er Anfang 1799 nach Paris zurückkam, beendete Caroline von Humboldt  das Liebesverhältnis.
Erst Weihnachten 1800 kehrte er nach daheim zurück.
Als er 1801 in Berlin in engeren Kontakt mit Ludwig Tieck kam, lud er ihn zum Winter 1802 mit Frau und Kind nach Ziebingen ein, wo diese die nächsten 17 Jahre wohnen blieben.
Zeit seines Lebens förderte und unterstützte er Tieck und ging sogar mit ihm gemeinsam 1817 auf England-Reise.
Im Jahr 1807 hatte Friedrich Ludwig Karl Finck von Finckenstein den Burgsdorffs das Anwesen in Ziebingen abgekauft, ihnen jedoch Zeit seines Lebens Wohnrecht eingeräumt. Nach Finckensteins Tod im Jahr 1818 siedelte deswegen die junge Burgsdorff-Familie nach Dresden über.

## Familie
Wilhelm hatte im Jahr 1808 Ernestine, geb. von Burgsdorff (* 27. Januar 1791, Dresden, † 29. November 1820 in Dresden) geheiratet.
Gemeinsam hatten sie vier Töchter; die jüngste war Erdmuthe (* 28. November 1816 in Berlin, † 3. März 1849 in Reitwein).
Im Jahr seines Todes, 1822, vermählte er sich in zweiter Ehe mit Friederike Senfft von Pilsach.